# Цореф, Йошуа Хешл
Йошуа Хешл Цореф (идиш ישועה-העשל צורף‎ — Шие-Хешл Цореф; 1633—1700) — еврейский мистик XVII века, аскет из Вильны, проповедник саббатианства в Литве. Прозвище Цореф означает «ювелир», соответственно его профессии. Цореф утверждал, что его сочинения открывают новую Тору, а сам он является перерожденцем («искрой») Моисея. Сочинения Цорефа повлияли на становление хасидизма.

## Биография
В 1656 году бежал из-за войны в Амстердам. Во время появления Шабтая Цви в 1666 к Цорефу приходили мистические видения, подобные видениям пророка Иезекииля.
Подобно его младшему современнику Лейбу Просницу, он считал себя Мессией из рода Иосифа, в то время как Шабтай Цви считался Мессией из рода Давида.
Есть разные описания бывшего ему видения, после которого он стал вдруг разъяснять «Зогар». В последующий период пребывал большей частью в уединении и записывал свои постижения и видения. Утверждал, что тайны Торы открываются ему без всякого облачения (רק הפנימיות). Также утверждал, что его писания представляют собой новую Тору, открытую мессией, тогда как сам он является «искрой от Моисея».
Цореф вёл затворнический образ жизни, держал аскезу и посты, не выходил из дома. Около 1695 года переехал в Краков. Саббатианское влияние однако касалось исключительно духовных миров, в жизни он придерживался строго иудейских законов.

## Труды
Он изложил свои видения в пяти книгах, которые базировались на нумерологических толкованиях слов (гематрий) Натана Спиры (1585—1633), толковании «Зогара». Значительная часть его сочинений посвящена толкованию первого стиха Шма.
Часть его сочинений под названием «Сефер ха-Цореф» попала к Натану бен-Леви, другие его труды попали к Баал Шем Тову, который их высоко ценил, не зная происхождения.